# Berlaymontgebouw

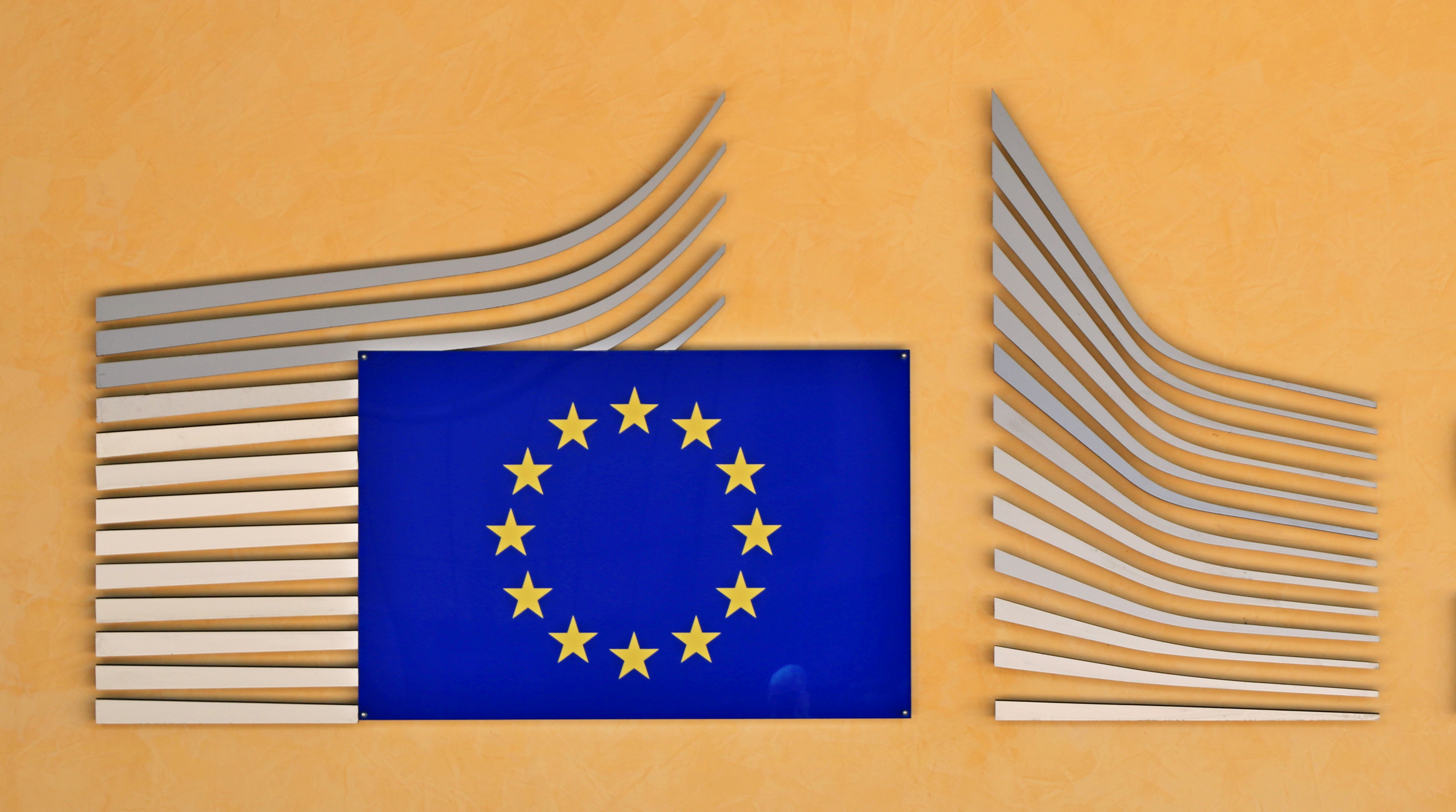
Logo van de Europese Commissie bij de ingang van het Berlaymontgebouw.

Het Berlaymontgebouw is een belangrijk overheidsgebouw in Brussel. Het is het hoofdkantoor van de Europese Commissie. Het gebouw staat aan de Wetstraat, aan het Schumanplein, en wordt omringd door verschillende Europese en internationale instanties. Het stadsgedeelte wordt de Europese Wijk genoemd, en Brussel wordt op internationaal vlak vaak beschouwd als de de facto hoofdstad van Europa.

## Geschiedenis

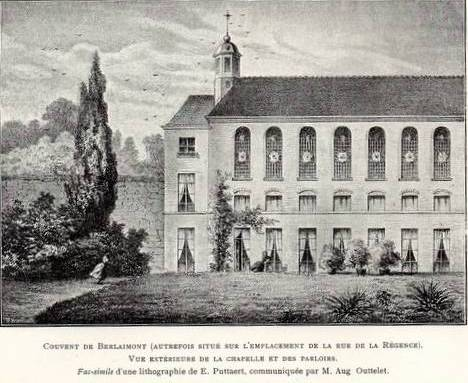
Klooster van Berlaymont

De plaats van het gebouw werd oorspronkelijk ingenomen door het Klooster van Berlaymont (in het Frans: Couvent des Dames de Berlaymont). Zij beheerden er een bekende meisjesschool, oorspronkelijk opgericht door de echtgenote van Florent van Berlaymont. Begin jaren 60 kocht de Belgische staat het domein om de Europese aanwezigheid in Brussel te verankeren. De Dames du Berlaymont verhuisden naar Waterloo (ze waren vele jaren eerder al eens verhuisd om plaats te maken voor het Justitiepaleis). Een nieuw gebouw werd opgetrokken van 1963 tot 1969 met 240.000 m² vloeroppervlakte over 18 verdiepingen.
3000 ambtenaren van de commissie werkten er van 1967 tot 1991. Toen werd vastgesteld dat het gebouw asbest bevatte, en dat een volledige renovatie nodig was. De herbekleding duurde tot 2004, en pas toen kon de Commissie opnieuw haar intrek nemen in het gebouw.
Op maandag 18 mei 2009 ontstond er een brand in de bovenste verdiepingen van het gebouw. Het gebouw werd ontruimd. Op woensdag 27 mei 2009 werd het gebouw nogmaals ontruimd, omdat het alarm afging.

## Architectuur
Architect Lucien De Vestel ontwierp het oorspronkelijke gebouw samen met Jean Gilson, Jean Polak, en André Polak. Het bestaat uit een toren in de vorm van een kruis, waardoor vier vleugels vertrekken vanuit een centrale hub. Het gebouw bevat kantoren voor 3000 ambtenaren. Vergaderzalen bevinden zich bovenaan, en het restaurant, de televisiestudio, de conferentiezalen, opslagruimte, parking en andere diensten vindt men in de kelders.
De architecten Pierre Lallemand, Steven Beckers en Wilfried Van Campenhout ontwierpen de herinrichting van het gebouw (1997-2004). De belangrijkste wijzigingen waren een vergaderzaal boven in de zuidoostelijke vleugel, een volledige structuur met drie vergaderzalen aan de noordoostelijke kant van het terrein, een dubbele façade rond het gehele gebouw met verplaatsbare glaspanelen aan de buitenkant, en grote openingen in de gelijkvloerse verdieping om meer daglicht toe te laten.

## Fotogalerij

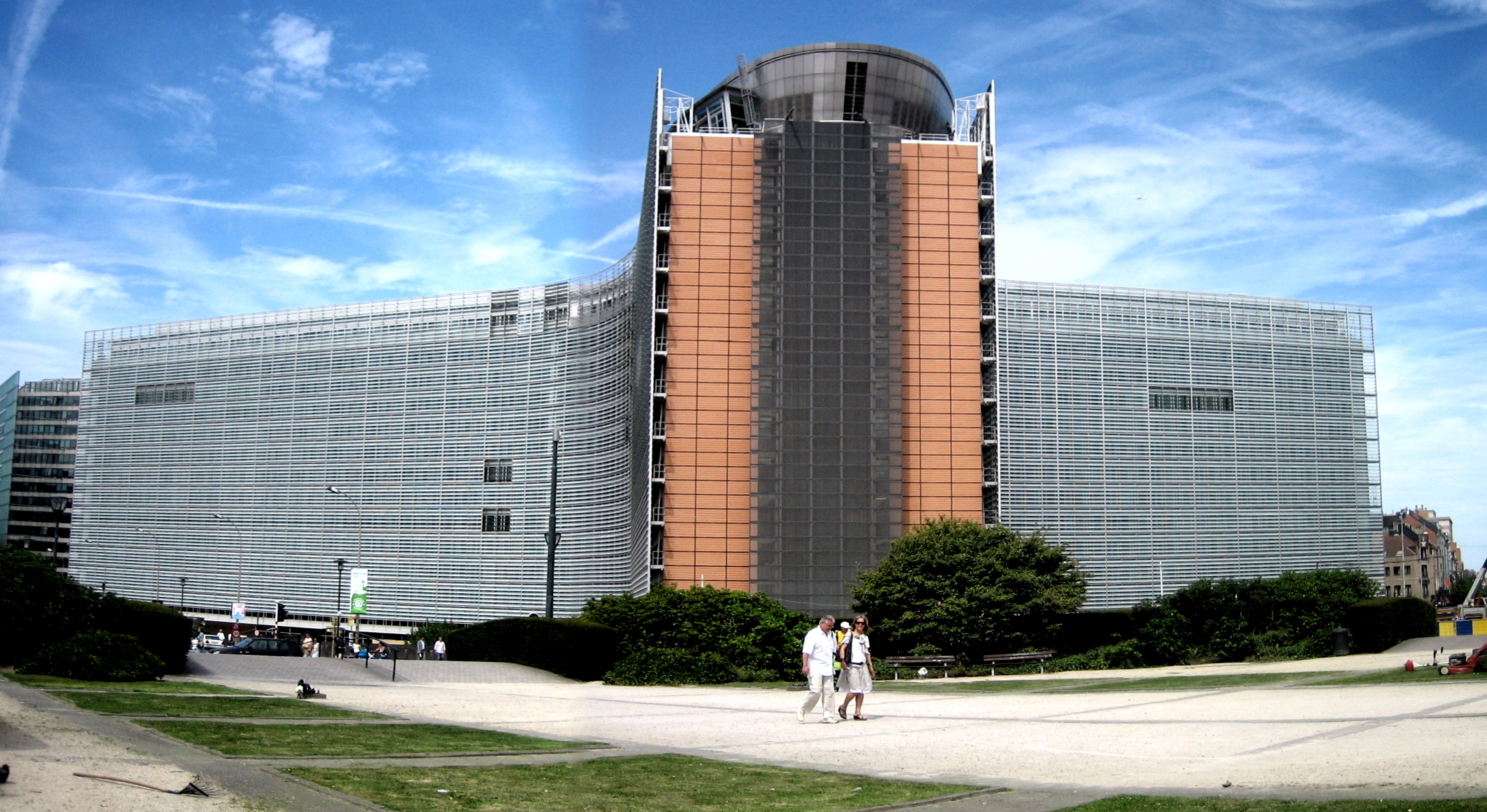
Berlaymontgebouw van het Schumanplein
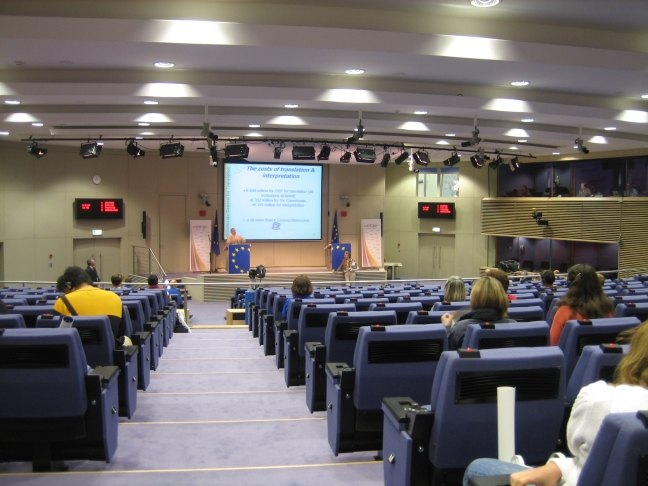
Perszaal
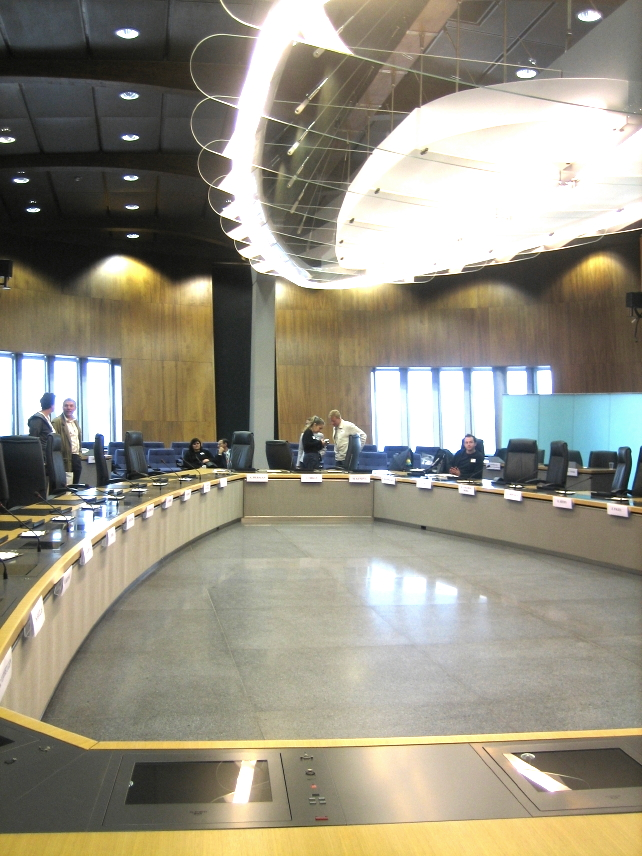
Vergaderzaal van de Europese Commissie
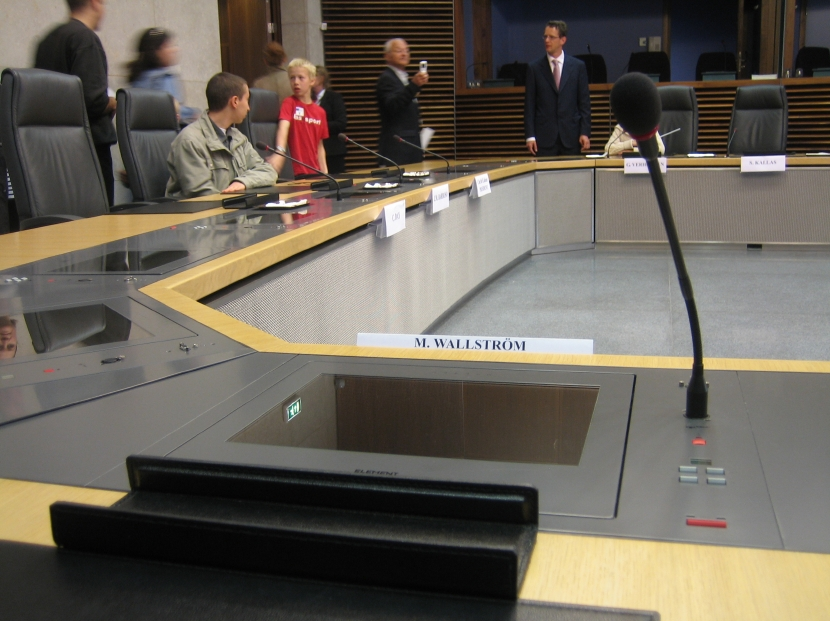
Vergaderzaal van de Europese Commissie
Raam van het Berlaymont

## Technische gegevens
| Totale vloeroppervlakte:  | 240.500 m²                            |
| Kelder:                   | 111.200 m²; vier ondergrondse niveaus |
| Capaciteit:               | 2250                                  |
| Capaciteit vergaderzalen: | 880                                   |
| Capaciteit cafetaria:     | 420                                   |
| Conferentieruimtes:       | 12                                    |
| Vertaalcabines:           | 70                                    |
| Roltrappen:               | 12                                    |
| Parkeerplaatsen:          | 1150                                  |

## Trivia
- Het gebouw kwam in beeld in de film Children of Men
- Het gebouw kwam in beeld in de mini-serie Kodenavn Hunter van Norsk Rikskringkasting
- Het gebouw kwam in beeld in de muziekvideo Headhunter van EBM Front 242